# Lycophidion pygmaeum
Espèce
Lycophidion pygmaeum est une espèce de serpents de la famille des Lamprophiidae. 

## Répartition
Cette espèce est endémique d'Afrique du Sud.

## Publication originale
- Broadley, 1996 : A revision of the genus Lycophidion Fitzinger (Serpentes: Colubridae) in Africa south of the equator. Syntarsus, vol. 3, p. 1-33.